# Karsbach
Karsbach település Németországban, azon belül Bajorországban. Lakosainak száma 1730 fő (2023. december 31.). Karsbach Hammelburg, Eußenheim, Gräfendorf, Gemünden am Main és Gössenheim községekkel határos.

## Népesség
A település népessége az elmúlt években az alábbi módon változott:
| Lakosok száma | 511  | 1507 | 1739 | 1759 | 1747 | 1741 | 1735 | 1723 | 1725 | 1730 |
|               | 1975 | 1987 | 2012 | 2013 | 2014 | 2016 | 2017 | 2019 | 2022 | 2023 |